# Hilberts Parkhotel

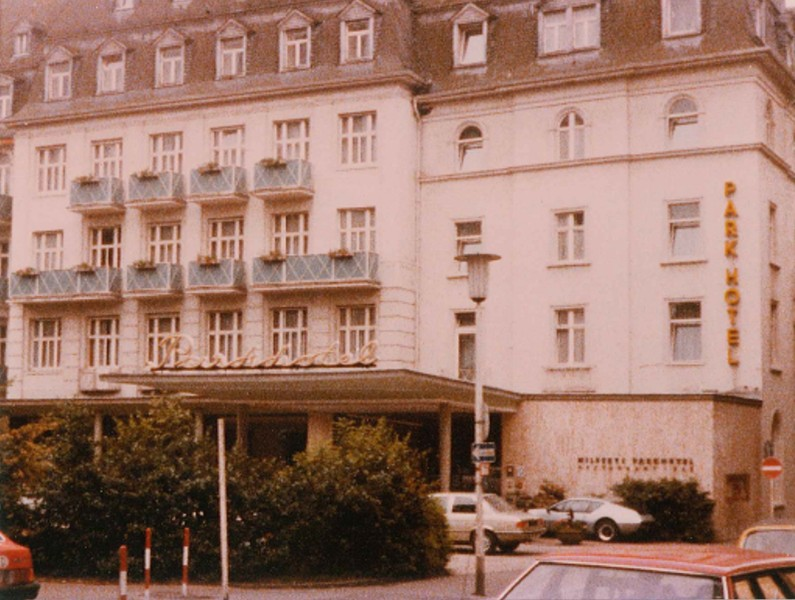
Hilberts Parkhotel, 1982

Das Hilberts Parkhotel in Bad Nauheim war über viele Jahre hinweg die erste Hoteladresse in der Kurstadt und genoss weit darüber hinaus einen exzellenten Ruf. Seinen Namen verdankte es seinem langjährigen Besitzer Carl Hilbert sowie der Nähe zum auf der anderen Seite der Parkstraße gelegenen Kurpark.

## Geschichte
Die Keimzelle des späteren Hotels an der Kurstraße 2 bildete das um 1850 eröffnete Gasthaus Deutscher Hof, das der gebürtige Bad Nauheimer Jakob Ferdinand Sprengel 1881 erworben und zunächst mit 6 Fremdenzimmern eröffnet hatte. Im Laufe der nächsten Jahre wurde das Gasthaus durch den Zukauf und die bauliche Verbindung von Nachbarhäusern auf eine Bettenkapazität von 200 erweitert und erreichte bereits unter seiner Ägide Luxusstatus. Nachdem Sprengel 1908 im Alter von 49 Jahren verstorben war, verkauften die Erben das Hotel im darauffolgenden Jahr an den gebürtigen Wiesbadener Carl Hilbert (1873–1957), der das Haus weiter in die Moderne führte und unter anderem einen gut 200 Personen fassenden Speise- und Festsaal errichten ließ.
Als während des Zweiten Weltkriegs die Not immer größer wurde, wurde der Hotelbetrieb eingestellt und das Hotel als Krankenhaus genutzt. Nach dem Einmarsch der Amerikaner in Bad Nauheim am 29. März 1945 geriet das Gebäude unter die Kontrolle der Besatzungsmacht, die es zunächst als Herberge nutzte; bekanntester Gast in jener Zeit war der englisch-amerikanische Schriftsteller James Stern, der von den Amerikanern wegen seiner guten Deutschkenntnisse als Übersetzer engagiert worden war. Nach dem Eintreffen des neuen Stadtkommandanten Colonel Paul Rutherford Knight (dem unter anderem das Bad Nauheimer Eisstadion zu verdanken ist) wurde das Hotel im August 1945 zu einem Bürogebäude der US-Army umfunktioniert.
Während der Zeit der Zweckentfremdung hatte das ehemalige Luxushotel spürbar gelitten und befand sich daher in einem ziemlich desolaten Zustand, als es 1951 an seinen vorherigen Eigentümer zurückgegeben wurde. Weil Carl Hilbert bereits 78 Jahre alt war und keine lebenden Nachkommen hatte, vermachte er das Hotel dem Land Hessen, das fortan für das Hotel verantwortlich war und es nach Sanierung im Mai 1952 wiedereröffnete.
Mit dem verstärkten Aufkommen der kassenfinanzierten Kuren und dem dadurch bedingten Rückgang der wohlhabenden privaten Kurgäste begann der allmähliche Niedergang des Hotels, das im September 1982 seinen Betrieb einstellte. Nach siebenjährigem Leerstand erwarb die Stadt Bad Nauheim das Gebäude und ließ es im Juli 1989 abreißen.

## Prominente Gäste
Neben dem bereits erwähnten Schriftsteller James Stern gastierten eine Vielzahl von weiteren bekannten Persönlichkeiten in dem Haus. Der bekannteste Gast war Elvis Presley, der zu Beginn seiner in Deutschland abgeleisteten Wehrpflicht vom 6. bis 11. Oktober 1958 im Hilberts residierte. Dass der „King of Rock ’n’ Roll“ bereits nach wenigen Tagen ins Hotel Grunewald umziehen musste (später bezog Presley das Haus in der Goethestraße 14), lag daran, dass der saudische König Ibn Saud aufgrund seines bevorstehenden Kuraufenthaltes in Bad Nauheim das komplette Hotel gebucht hatte.
Zu den weiteren Gästen des Hauses zählten der amerikanische Komiker Harold Lloyd und der Tarzan-Darsteller Johnny Weissmüller sowie die schwedische Sängerin Zarah Leander und die russische Eishockeynationalmannschaft ebenso wie zahlreiche Politiker (unter anderem Ludwig Erhard, Hans-Dietrich Genscher, Theodor Heuss und Franz Josef Strauß) und die Deutsche Kaiserin Auguste Viktoria.